# Alabama Crimson Tide

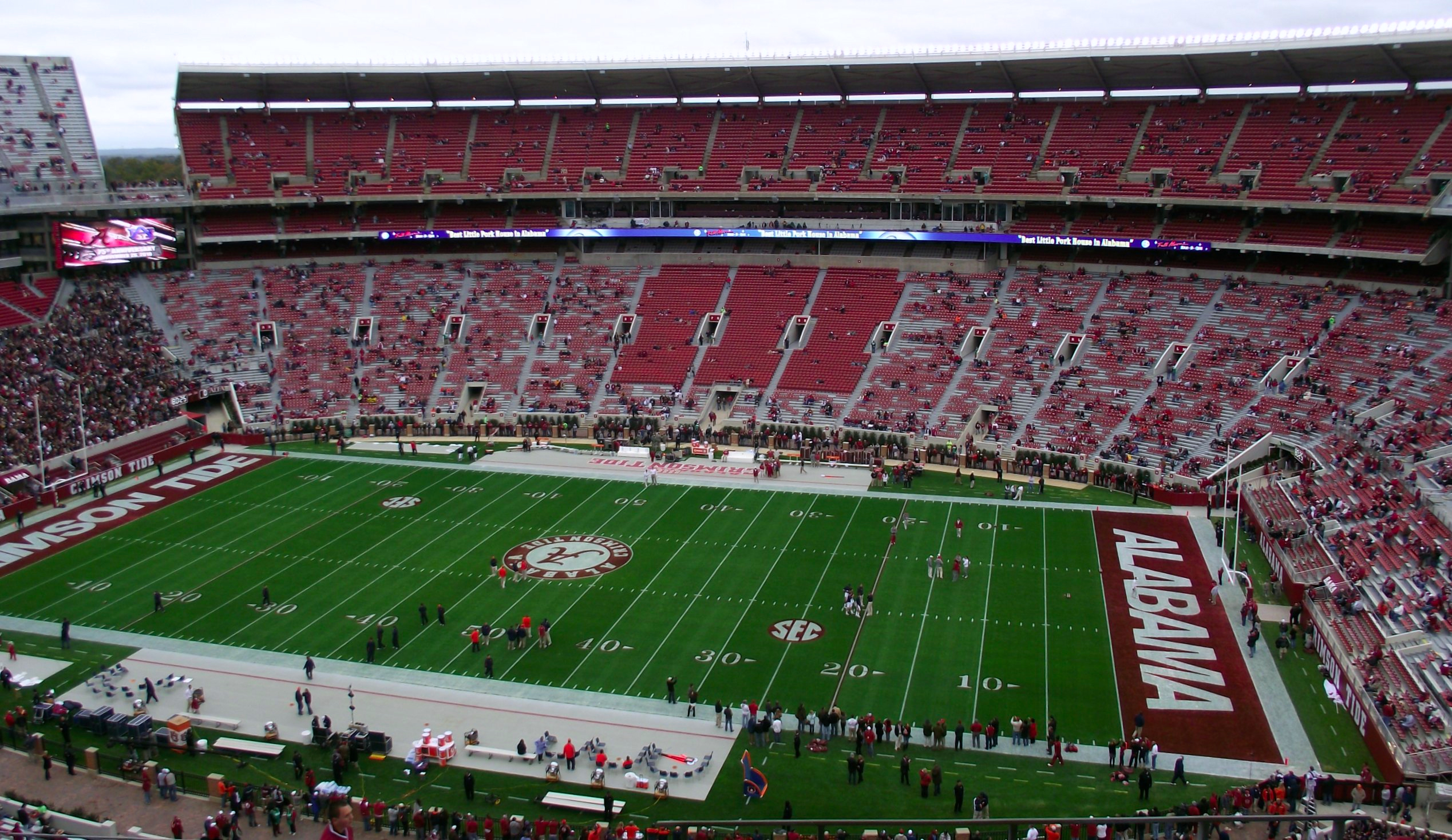
Stadion Bryant-Denny Stadium, na którym rozgrywane są mecze futbolu amerykańskiego

Alabama Crimson Tide – nazwa drużyn sportowych Uniwersytetu Alabamy, biorących udział w akademickich rozgrywkach organizowanych przez National Collegiate Athletic Association.

## Futbol akademicki
Najbardziej popularnym sportem na uniwersytecie jest futbol akademicki. Początki drużyny sięgają 1892. Od tego czasu futboliści zdobyli 18 razy mistrzostwo NCAA, ostatnio w 2020. Trzech zawodników drużyny zdobyło najbardziej prestiżową nagrodę indywidualną Heisman Trophy, przyznawaną co roku najlepszym akademickim graczom futbolowym. Siedmiu byłych zawodników Crimson Tide zostało przyjętych do Pro Football Hall of Fame.

## Mistrzostwa
- Futbol akademicki: 1925, 1926, 1930, 1934, 1941, 1961, 1964, 1965, 1973, 1978, 1979, 1992, 2009, 2011, 2012, 2015, 2017, 2020